# طابية (سيدي بلعباس)
طابية بلدية جزائرية في ولاية سيدي بلعباس شمال غرب الجزائر.